# Праздники Казахстана
Праздники Казахстана (отмечаемые даты Казахстана) — отмечаемые, согласно законодательству Республики Казахстан, национальные, государственные, профессиональные и иные праздничные даты и памятные дни.
Право на праздничные дни установлено Конституцией, наряду с другими трудовыми правами в ст. 24, п. 5.:
Каждый имеет право на отдых. Работающим по трудовому договору гарантируются установленные законом продолжительность рабочего времени, выходные и праздничные дни, оплачиваемый ежегодный отпуск.
- Национальные праздники — праздники, установленные в ознаменование событий, имеющих особое историческое значение, оказавших существенное влияние на развитие казахской государственности. Празднование национальных праздников сопровождается проведением официальных мероприятий в центральных и местных государственных органах. Устанавливаются Законом «О праздниках в Республике Казахстан»[1].
- Государственные праздники — праздники, посвящённые событиям, имеющим общественно-политическое значение, а также традиционно отмечаемые гражданами. Празднование государственных праздников может сопровождаться проведением официальных мероприятий. Устанавливаются Законом «О праздниках в Республике Казахстан»[1].
- Праздничные даты и памятные дни[комм. 2] — дни, не наделённые статусом национальных и государственных праздников. «Перечень праздничных дат»[2] устанавливается Правительством Республики Казахстан.
- Профессиональные праздники — дни, не наделённые статусом национальных и государственных праздников, праздничных дат и памятных дней, отмечаемые отдельными категориями граждан. «Перечень профессиональных праздников»[3], утверждается уполномоченным государственным органом по труду.
- Внеочередные (особые) выходные дни[комм. 3] — дни, не наделённые статусом национальных, государственных, профессиональных и иных праздников. Перечень[4] устанавливается «Трудовым кодексом Республики Казахстан».

## История
История праздников Казахстана охватывает более двух тысяч лет, в частности, от Наурыза, установленного в 6 веке до н. э. Ахеменидами, и унаследованного тюркскими и монгольскими племенами, составившими казахский народ, до праздников современного, независимого Казахстана.

### Досоветский период
Праздники в казахской степи были органично вплетены в кочевой уклад жизни. Главный, Наурыз — весеннее обновление мира — отмечался как начало нового года по казахскому календарю, символизируя очищение, возрождение и единство рода. Исламские даты, такие как Ораза айт и Курбан айт, соблюдались в рамках семейных и общинных традиций, особенно в южных регионах. Помимо религиозных и сезонных праздников, существовали обряды, связанные с жизненным циклом — той, бесік той, сүндет той, ас — сопровождаемые играми, состязаниями и жертвоприношениями. Праздник был не только временем веселья, но и способом укрепления социальных связей и передачи культурных кодов. При Российской империи власти практически не вмешивались в отправление традиций, в том числе и праздников. Но, миры, автохтонный, и колониальный, сосуществовали раздельно.

### Советский период
В первые годы советской власти (1920—1930) отношение к традиционным праздникам было относительно либеральным: Наурыз и исламские даты не запрещались напрямую, а скорее игнорировались в официальной повестке. Однако с усилением идеологического контроля начался процесс вытеснения традиционных праздников из общественного сознания.

Вместо молебна — торжественное собрание, вместо крестного хода — демонстрация, вместо свечей и икон в храме — возложение цветов вождям и мученикам революции, торжественно-траурные похороны последних и, конечно, грандиозные зрелища, прозрачно, неприкрыто агитирующие за новую веру, для организации которых революционным приказом мобилизовались лучшие художественно-творческие силы.
Таким образом, происходила подстановка и замена символики в привычном ходе обряда, вроде красной Пасхи и революционных крестин.
(Zhigulsky, 1985)

После 1929 года были устранены не только религиозные или традиционные праздники, но даже «красные даты» союзных республик и советских автономий и регионов были исключены полностью. Наурыз исчез из публичного пространства ещё в 1926 году, а исламские праздники были фактически запрещены.
К 1940-м годам сформировался советский «месяцеслов» — календарь праздников, основанный на революционных и политических датах: 1 мая, 7 ноября, 8 марта. Национальные и религиозные праздники стали восприниматься как «пережитки прошлого». Концепт «национальное по форме — социалистическое по содержанию» иного уже не допускал.
В 1960—1980-е годы праздники стали инструментом идеологического воспитания «строителя коммунизма». Проводились массовые демонстрации, трудовые субботники, школьные линейки. Традиционные формы празднования считались «непрогрессивными» и вытеснялись из медиаполя. Только в конце 1980-х, на волне перестройки, началась осторожная реабилитация национальной культуры. В 1988 году Наурыз был официально признан и возвращён в календарь, но в светской, «фольклорной» форме — без сакральных элементов.

### Период независимости
После 1991 года Казахстан начал переосмысливать праздничную систему. Наурыз вновь стал центральным культурным праздником, с восстановлением обрядов, символики и сакрального смысла. Были учреждены новые государственные даты: День независимости (16 декабря), День Конституции (30 августа), День столицы (6 июля), День благодарности (1 марта).
Праздники стали отражать идеалы национального единства, межэтнического согласия и исторической памяти. Некоторые советские праздники сохранились, но приобрели новый смысл — 8 марта и 1 мая воспринимаются как социальные и семейные даты, а не как идеологические. Постепенно формируется казахстанская модель праздничной культуры, сочетающая светские, религиозные и этнокультурные элементы, с попытками интеграции международного календаря.

## Критика
В казахстанском обществе всё чаще звучат критические замечания относительно современной структуры официальных и международных праздников. Исследователи культуры, журналисты и общественные деятели отмечают ряд проблем, связанных с формализацией праздничных традиций, снижением эмоционального вовлечения и утратой первоначального смысла.

### Формализация и утрата содержания
Многие государственные и международные праздники воспринимаются как формальные даты, сопровождаемые протокольными мероприятиями, но не вызывающие глубокого общественного отклика. Например, День Конституции Казахстана и День Первого Президента Казахстана критикуются за отсутствие живого диалога о значении этих дат.
Ко многим казахстанским праздникам в нашем обществе сложилось формальное отношение. К примеру, ко Дню столицы, ассоциирующемуся с первым президентом, и соответственно у граждан нет желания отмечать его день рождения. Или ко Дню Конституции, которую сто раз переписали, и теперь праздник этот выглядит как насмешка. Его, кстати, и в советское время особо не жаловали. Двойственные чувства сформировались и ко Дню независимости, который, во-первых, переносили, а, во-вторых, на него отбрасывают тень декабрьские события 1986 года.
— Зира Наурызбаева, культуролог, «Необходимо усиливать идеологическую работу», 

### Отсутствие эмоционального вовлечения
Психологи и культурные обозреватели отмечают, что многие праздники не вызывают у граждан чувства сопричастности. Это связано с отсутствием личной связи с датой, а также с тем, что мероприятия часто ориентированы на официальные лица, а не на широкую аудиторию.
Меня лично очень покоробил тот формат, по которому начали отмечать нынешний юбилей для ветеранов фронта и тыла. По этому поводу я дозвонилась до председателя областного Совета ветеранов Василия Ивановича Ахаева. Я попросила разъяснить – почему десять лет назад, когда ветеранов было на порядок больше, сумели так организовать поздравления, что нашли зал, транспорт, всех собрали, и в торжественной обстановке, как и подобает для такого события, провели чествования, а сегодня передоверили это сотрудницам из коммунальных служб? Ведь главная беда от этого, в том, что всё проходит в индивидуальном порядке. Нет ощущения единства судьбы нашего поколения. Нет возможности увидеть друг друга, хотя бы раз в году с помощью общего праздника. Нам, как никогда, в таком возрасте, необходимы общение и внимание, а этого мы пока не ощущаем на себе.
— Валентина Дмитриевна Жиркова, заслуженный ветеран труда, работник тыла во время войны, «Поздравления без души», 

### Показная активность и отчётность
Некоторые праздники сопровождаются массовыми мероприятиями, которые воспринимаются как формальные отчёты о «проведённой работе», а не как искренние проявления культурной жизни. Это особенно заметно в сфере образования и государственных учреждений, где праздники часто превращаются в обязательные акции.
Очень быстро набирает силу Амал, или Көрісу (буквальный перевод — «свидеться»), который отмечают 14 марта, пусть даже это не выходной день. Раньше он существовал во многих регионах Казахстана, но помнили его в основном только на западе [Казахстана]. Сейчас он вновь к нам возвращается. Как мне кажется, причина популярности этих праздников заключается в том, что они не связаны с какими-то туманными политическими делами, не придуманы, а входили в нашу жизнь естественным образом. Любовь к ним не есть результат какой-то целенаправленной идеологической работы. Тогда как невостребованность некоторых государственных праздников объясняется, на мой взгляд, как раз таки недостатками последней.
— Зира Наурызбаева, культуролог, «Необходимо усиливать идеологическую работу», 

### Переосмысление форматов
В ответ на эти тенденции наблюдается рост интереса к альтернативным формам празднования — тематическим лекциям, культурным дискуссиям, волонтёрским акциям. Всё больше людей стремятся наполнить праздники содержанием, а не формой.
Мы должны это «новое» — в данном случае государственные праздники — сделать максимально привычными. Каким образом? Конечно же, через такие эффективные инструменты воздействия на общественное сознание, как телевидение, которое в основном смотрит старшее поколение, и Интернет, без которого молодое поколение уже не представляет свое существование. Причём желательно апеллировать не к сознанию, а к подсознанию (к образам). В своё время бывший ЦРУ-шник Чейз Брэндон говорил, имея в виду народ США: «Это нация, направляемая образами. Многое, во что мы уверовали, мы увидели на маленьких экранах в наших гостиных и на больших экранах киноплексов». Отсюда промежуточный вывод: нужно в каждой телепередаче, в каждом фильме и т.д. ненавязчиво упоминать в лучшем свете те праздники, которые являются для нас близкими, тем самым оказывая воздействие на подсознание людей. И оно, поверьте мне, сделает своё дело.
— Куат Кунболатов, член общественного объединения «Бірге», «Нужно активно заниматься улучшением контента», 
Молодежь сегодня оказывает огромное влияние на формат мероприятий в Казахстане. Это поколение выросло в цифровую эпоху, и их подход к праздникам отличается легкостью, креативностью и ориентацией на эмоции. Им важны интерактив, визуальная эстетика, активное участие гостей, а не просто наблюдение. Они хотят живых мероприятий с фотозонами, флешмобами, моментами для сторис, короткими, но яркими выступлениями.
— Вадим Чикунов, шоумен», «Корни остаются, крона меняется: как в Казахстане переосмысливают праздники без кредитов и пафоса», 

## Списки отмечаемых дат

### Официально отмечаемые даты
Дни, в которые отмечаются национальные и государственные праздники в Республике Казахстан, признаются праздничными днями и являются нерабочими.
При совпадении выходного и праздничного дней выходной день переносится на следующий после праздничного рабочий день. Внеочередные (особые) выходные дни не вызывают переносов.
На 30 июля 2025 года (последнее на это день изменение состава и числа праздничных дней, на этот раз — профессиональных) число (всего — 107) дат: 
— по статусу:
- Национальных — 1 (1 нерабочий день),
- Государственных — 9 (13 нерабочих дней),
- Правительственных дат — 23,
- Профессиональных — 74;

— по происхождению:
- Казахстанских — 34,
- Советских — 46,
- Международных — 27.

|  | — нерабочие дни;      |
|  | — фиксированные даты. |

|  | — национальные праздники;             |
|  | — государственные праздники;          |
|  | — правительственные праздничные даты; |
|  | — правительственные памятные дни;     |
|  | — профессиональные праздники;         |
|  | — внеочередные (особые) выходные дни  |
|  | — международные дни;                  |

|  | — нерабочие дни;      |
|  | — фиксированные даты. |

|  | — национальные праздники;             |
|  | — государственные праздники;          |
|  | — правительственные праздничные даты; |
|  | — правительственные памятные дни;     |
|  | — профессиональные праздники;         |
|  | — внеочередные (особые) выходные дни  |
|  | — международные дни;                  |

Комментарии к таблице
1. ↑  Дата 10-й день месяца зу-ль-хиджа, из-за особенностей лунного календаря Хиджры, сдвигается относительно григорианского календаря ежегодно на 10—11 дней назад. Расчётные даты наступления Курбан-айта в ближайшие годы: 2026 — 26 мая, 2027 — 16 мая, 2028 — 4 мая, 2029 — 23 апреля, 2030 — 13 апреля. Конкретная дата праздника устанавливается ДУМК[16].
2. ↑  Инаугурация (принесение присяги избранного президента) де-юре не является праздником и нерабочим днём, но всё же происходит де-факто с размахом не менее государственного праздника. Церемония должна происходить, по действующей Конституции (ст. 42, п 2.), в январе года, следующего за очередными выборами президента:
Присяга приносится во вторую среду января в торжественной обстановке в присутствии депутатов Парламента, судей Конституционного Суда, Верховного Суда, а также экс-Президентов Республики. В случае, предусмотренном статьей 48 Конституции, лицом, принявшим на себя полномочия Президента Республики Казахстан, присяга приносится в течение одного месяца со дня принятия полномочий Президента Республики.
Однако же, из-за частых внеочередных выборов, инаугурация в конституционный срок проводилась только единожды, в 2006 году. Даты совершённых инаугураций: 

— президента Н.А. Назарбаева — 24 апреля 1990 (1-ая каденция, как избранного Верховным Советом президента КазССР), 10 декабря 1991 (1-ая каденция, как всенародно избранного президента РК, или 2-ая каденция, со времени учреждения поста президента КазССР), 29 апреля 1995 на референдуме были продлены полномочия президента (счёт каденций не увеличился, инаугурация не проводилась), 10 января 1999 (2-ая каденция), 11 января 2006 (3-ья каденция), 8 апреля 2011 (4-ая каденция), 29 апреля 2015 (5-ая каденция); 

— президента К.-Ж.К. Токаева — 20 марта 2019 (1-ая каденция, как принявшего полномочия президента), 12 июня 2019 (1-ая каденция, как избранного президента, или 2-ая каденция, как президента), 20 ноября 2022 (2-ая каденция).
3. ↑  Дата по юлианскому календарю,  григорианская дата православного Рождества в следующие века неизбежно сдвинется, если не будет перехода на новоюлианский календарь. Рождество придётся в 22 веке (2100, 2200 и 2300 годы — невисокосные, поскольку их номера кратны 100, и не кратны 400) — на 8 января, в 23 веке — на 9 января, в 24 и 25 веках — на 10 января (2400 год — високосный, поскольку его номер кратен 400), и так далее.
4. ↑  Имеются недокументированные свидетельства о введении отсчёта лет «от Рождества Христова» в некоторых христианских общинах в 3—5 веках, однако самыми ранними, достоверно задокументированными, фактами являются: а) разработка по поручению папы Иоанном I монахом Дионисием Малым новых пасхалий, где используется эра «от Воплощения» (старые должны были закончиться через семь лет, в 532 году); б) одобрение папой Иоанном I этой новой эры; в) последовательное применение новой эры монахом и историком Бедой Достопочтенным, в своих трудах (ставших популярными в христианском мире) называвшего её «от Рождества Христова».
5. ↑  В XXI веке весеннее равноденствие в Казахстане на 21 марта пришлось только в 2003 и 2007 годах, по времени Астаны (UTC+6:00, с 2024 года — UTC+5:00) . В течение века будет 20 марта 78 раз. В 2044 году, и ещё 19 раз (2048, 2052, 2056, 2060, 2064, 2068, 2072, 2076, 2077, 2080, 2081, 2084, 2085, 2088, 2089, 2092, 2093, 2096, 2097), выпадает на 19 марта. На 22 и 23 марта равноденствие в XXI веке не придётся ни разу. Таким образом, в XXI веке астрономически корректные даты праздника приходятся на период 19—21 марта.
6. ↑  Нерабочие дни, включают национальные и государственные праздники, внеочередные (особые) выходные дни, а также очередные выходные дни (субботы и воскресенья).
7. ↑  Фиксированные даты, включают правительственные дни и профессиональные праздники, которые не объявлены нерабочими, но могут приходиться на любые дни недели, в том числе и на нерабочие дни).
8. ↑  Внеочередные (особые) выходные дни (религиозные и иные праздничные даты), являющиеся нерабочими днями независимо от применяемых режимов работы и графиков сменности (графиков вахт).

### Традиционные неофициально отмечаемые даты
Наряду с официальными, существуют и неофициально отмечаемые даты: религиозные, культурные, традиционные, профессиональные, международные.
| Отмечаемая дата | Название                                                                        | Оригинальное название                                                           | Связанное событие                                                                                              | Дата установления                                                               | Празднование                                                                    | См. также |
| Январь Февраль Март Апрель Май Июнь Июль Август Сентябрь Октябрь Ноябрь Декабрь                                                                                           | Январь Февраль Март Апрель Май Июнь Июль Август Сентябрь Октябрь Ноябрь Декабрь | Январь Февраль Март Апрель Май Июнь Июль Август Сентябрь Октябрь Ноябрь Декабрь | Январь Февраль Март Апрель Май Июнь Июль Август Сентябрь Октябрь Ноябрь Декабрь                                | Январь Февраль Март Апрель Май Июнь Июль Август Сентябрь Октябрь Ноябрь Декабрь | Январь Февраль Март Апрель Май Июнь Июль Август Сентябрь Октябрь Ноябрь Декабрь | Январь Февраль Март Апрель Май Июнь Июль Август Сентябрь Октябрь Ноябрь Декабрь |
| --- | ------------------------------------------------------------------------------- | ------------------------------------------------------------------------------- | --- | ------------------------------------------------------------------------------- | ------------------------------------------------------------------------------- | --- |
| 11 и 12 зу-ль-хиджа (переходящий) | 2-ой и 3-ий день Курбан-айта                                                    | Құрбан айттың екінші мен үшінші күні                                            | Дни ат-Ташрик                                                                                                  | 960 (1-ая итерация, Караханиды); 1318 (2-ая итерация, Золотая Орда)             |                                                                                 | Исламские праздники Лунный календарь Хиджры |
| 1 шавваля* (переходящий) | Ораза-айт                                                                       | Ораза айт                                                                       | Ораза | 960 (1-ая итерация, Караханиды); 1318 (2-ая итерация, Золотая Орда)             |                                                                                 | Исламские праздники Лунный календарь Хиджры |
| 1-ое воскресенье после 1-го полнолуния, которое наступает не ранее весеннего равноденствия 21 марта (3 апреля) (переходящий)                                              | Пасха (переходящий)                                                             | Иса Мәсіхтің қайта тірілу мейрамы                                               | Воскресение Иисуса Христа                                                                                      |                                                                                 |                                                                                 | Православные праздники Христианские праздники Месяцеслов Православный календарь Юлианский календарь Пасхалия |
| вторник* 2-ой недели после Пасхи (переходящий) | Радоница                                                                        | Марқұмдарды еске алу күні                                                       | Поминки |                                                                                 |                                                                                 | Православные праздники Православный календарь Юлианский календарь Пасхалия Пасха мёртвых |
| ↓ ЯНВАРЬ ↑ |                                                                                 |                                                                                 | |                                                                                 |                                                                                 | |
| 1 января (14 января) | Старый Новый год                                                                | Ескі Жаңа жыл мейрамы                                                           | День Нового года                                                                                               | 20 декабря (30 декабря) 1699                                                    |                                                                                 | Юлианский календарь |
| 6 января (19 января)* | Крещение Господне                                                               | Иса Мәсіхтің шомылдырылу мейрамы                                                | Богоявление |                                                                                 |                                                                                 | Месяцеслов Православные праздники Христианские праздники Православный календарь |
| ↓ ФЕВРАЛЬ ↑ |                                                                                 |                                                                                 | |                                                                                 |                                                                                 | |
| 14 февраля | Валентинов день                                                                 | Валентин мейрамы                                                                | |                                                                                 |                                                                                 | Святой Валентин |
| ↓ МАРТ ↑ |                                                                                 |                                                                                 | |                                                                                 |                                                                                 | |
| 1—7 марта (14—20 марта) | Кёрису (Дни встреч)                                                             | Көрісу күндері                                                                  | Наурыз мейрамы                                                                                                 |                                                                                 |                                                                                 | Кёрису [каз.] Бесконак |
| ↓ АПРЕЛЬ ↑ |                                                                                 |                                                                                 | |                                                                                 |                                                                                 | |
| 15 апреля | Национальный день влюблённых                                                    | Ұлттық ғашықтар күні                                                            | День, посвящённый легендарной поэме о влюблённой паре Козы Корпеш и Баян сулу                                  | январь 2011                                                                     |                                                                                 | Валентинов день |
| ↓ МАЙ ↑ |                                                                                 |                                                                                 | |                                                                                 |                                                                                 | |
| 18 мая | День тюркской письменности                                                      | Түркі жазуының күні                                                             | День открытия в Евразийском национальном университете копии памятника Культегину из Орхонской долины, Монголия | 18 мая 2013                                                                     |                                                                                 | Культегин Древнетюркские письменные памятники |
| 18 мая | День музеев                                                                     | Халықаралық мұражайлар күні                                                     | | 1977                                                                            |                                                                                 | Международный день музеев Ночь музеев |
| ↓ ИЮНЬ ↑ |                                                                                 |                                                                                 | |                                                                                 |                                                                                 | |
| 1 июня* | День детей                                                                      | Балалар күні                                                                    | | 1925 (1-ая итерация, W.C.C.W.); 4 ноября 1949 (2-ая итерация FDIF)              |                                                                                 | Международный день защиты детей Международный день мальчиков ( 16 мая ) Международный день невинных детей — жертв агрессии ( 4 июня ) Международный день девочек ( 11 октября ) Всемирный день ребёнка ( 20 ноября ) День детей |
| ↓ ИЮЛЬ ↑ |                                                                                 |                                                                                 | |                                                                                 |                                                                                 | |
| 16 июля | День Нептуна                                                                    | Нептун мейрамы                                                                  | |                                                                                 |                                                                                 | Иванов день ( 7 июля ) Нептун Посейдон |
| ↓ АВГУСТ ↑ |                                                                                 |                                                                                 | |                                                                                 |                                                                                 | |
| 6 августа (19 августа)* | Преображение Господне                                                           | Иса Мәсіхтің түрлену мейрамы                                                    | |                                                                                 |                                                                                 | Православные праздники Месяцеслов Христианские праздники Православный календарь |
| 12 августа | День молодёжи                                                                   | Халықаралық жастар күні                                                         | Дата предложена Всемирной конференцией министров по делам молодёжи (1998)                                      |                                                                                 |                                                                                 | Международный день молодёжи День молодёжи Молодежь |
| ↓ СЕНТЯБРЬ ↑ |                                                                                 |                                                                                 | |                                                                                 |                                                                                 | |
| 1 сентября* | Первое сентября                                                                 | Қыркүйектің біріншісі                                                           | Торжественная линейка, посвящённая началу учебного года                                                        |                                                                                 |                                                                                 | День знаний |
| 3 сентября | День казахских пород собак                                                      | Қазақы ит тұқымдарын күні                                                       | |                                                                                 |                                                                                 | Казахский тазы Казахский тобет |
| 12 сентября | День казахского кино                                                            | Қазақ киносының күні                                                            | День основания «Алма-Атинской киностудии художественных фильмов» (1941)                                        |                                                                                 |                                                                                 | Международный день кино ( 28 декабря ) Кинематограф Казахстана |
| ↓ ОКТЯБРЬ ↑ |                                                                                 |                                                                                 | |                                                                                 |                                                                                 | |
| 31 октября | Хэллоуин                                                                        | Хеллоуин мейрамы                                                                | Канун Дня вcех святых                                                                                          |                                                                                 |                                                                                 | Откровение Иоанна Богослова |
| ↓ НОЯБРЬ ↑ |                                                                                 |                                                                                 | |                                                                                 |                                                                                 | |
| второй четверг ноября | День качества                                                                   | Сапа күні                                                                       | | 1990                                                                            |                                                                                 | Всемирный день качества |
| 25 ноября | День возрождения тюркской письменности                                          | Түркі жазуын қайта жандану күні                                                 | День объявления Вильгельмом Томсеном о дешифровке Орхоно-енисейской письменности                               |                                                                                 |                                                                                 | Международный день возрождения тюркской письменности Международная организация тюркской культуры (TÜRKSOY) |
| ↓ ДЕКАБРЬ ↑ |                                                                                 |                                                                                 | |                                                                                 |                                                                                 | |
| 5 декабря | День волонтёров                                                                 | Еріктілер күні                                                                  | Дата провозглашена ГА ООН                                                                                      |                                                                                 |                                                                                 | Международный день добровольцев Волонтёрство |
| 12 декабря | День Алаш                                                                       | Алаш күні                                                                       | День провозглашения Алашской автономии (1917)                                                                  |                                                                                 |                                                                                 | Второй всеказахский съезд |
| 31 декабря* | Последний день года                                                             | Жылдың соңғы күні                                                               | |                                                                                 |                                                                                 | |
| Январь Февраль Март Апрель Май Июнь Июль Август Сентябрь Октябрь Ноябрь Декабрь                                                                                           |                                                                                 |                                                                                 | |                                                                                 |                                                                                 | |
| * — в этот день, имеющие работу люди, которых касаются эти дни, как правило, не работают (используют дни, оставшиеся от отпуска, берут отгулы, меняются сменами и т. п.). |                                                                                 |                                                                                 | |                                                                                 |                                                                                 | |